# سفرس خزنده
سفرس خزنده یا سفرس توت فرنگی (نام علمی: Saxifraga stolonifera) گیاهی از سرده سفرسیان و از تیره خاراشکنیان می‌باشد. سفرس خزنده همانند توت فرنگی شاخه رونده‌ای دارد که با برخورد با خاک ریشه می‌دواند. برگ‌های ریز و گرد و کرک‌دار دارد و رگبرگ‌ها با رنگ کرمی و شیری در زمینه سبز زیتونی رنگ جای گرفته‌اند. ساقه گلدهنده و بلند است و با گل‌های تقریباً" خرد زینت داده شده است. سفرس خزنده نسبت به هوای سرد مقاوم است. این گیاه مناسب کاشت گروهی و سبدهای آویزان است. خاستگاه این گیاه آسیا است. سفرس خزنده در آشپزی ژاپنی و همچنین گیاه‌پزشکی در این کشور استفاده می‌شود.

## نگهداری گیاه
- نور: نور غیر مستقیم پنجره یا نور نیم سایه
- دما: زمستان (کمینه ۸ درجه) و در تابستان (بیشینه ۱۵ درجه)
- آبیاری: تابستان هفته‌ای ۳ مرتبه و در زمستان هر ۲ هفته ۱ مرتبه
- خاک: لیمونی یا کمپوست یا خاک هوموسی با کمی شن و ماسه و دوستدار خاک‌های سبک و قلیایی است.
- کوددهی: ۳ گرم در لیتر هر ۲ هفته ۱ مرتبه با کودهای ویژه گیاهان زینتی از مارس تا اکتبر برگ‌ها می‌ریزند و گیاه در حال تلف شدن است که در اثر آبیاری زیاد است. 	لکه‌های خاکستری روی برگها و قاعده برگها در اثر رطوبت زیاد است. 	برگهای جدید ظاهر نمی‌شود که در اثر کمبود تغذیه در گیاه است. 	برگها ناهموار و برخی از آنها خشک می‌شوند که در اثر بالا رفتن سن گیاه است. 	ساقه‌ها منحرف و گیاه خود را انداخته است که در اثر تشنگی و گرمای زیاد است. 	برگها رنگ پریده شده که در اثر ناکافی بودن نور است. لکه سوخته در برگها در اثر صدمه مواد براق کننده است.
- ازدیاد: خوابانیدن شاخه در گلدان‌های کنار گلدان مادری و قطع آن پس از ریشه دار شدن، گرفتن قلمه از ساقه در تابستان در بعضی از گونه‌ها، تقسیم بوته درفصل بهار یا پاییز.

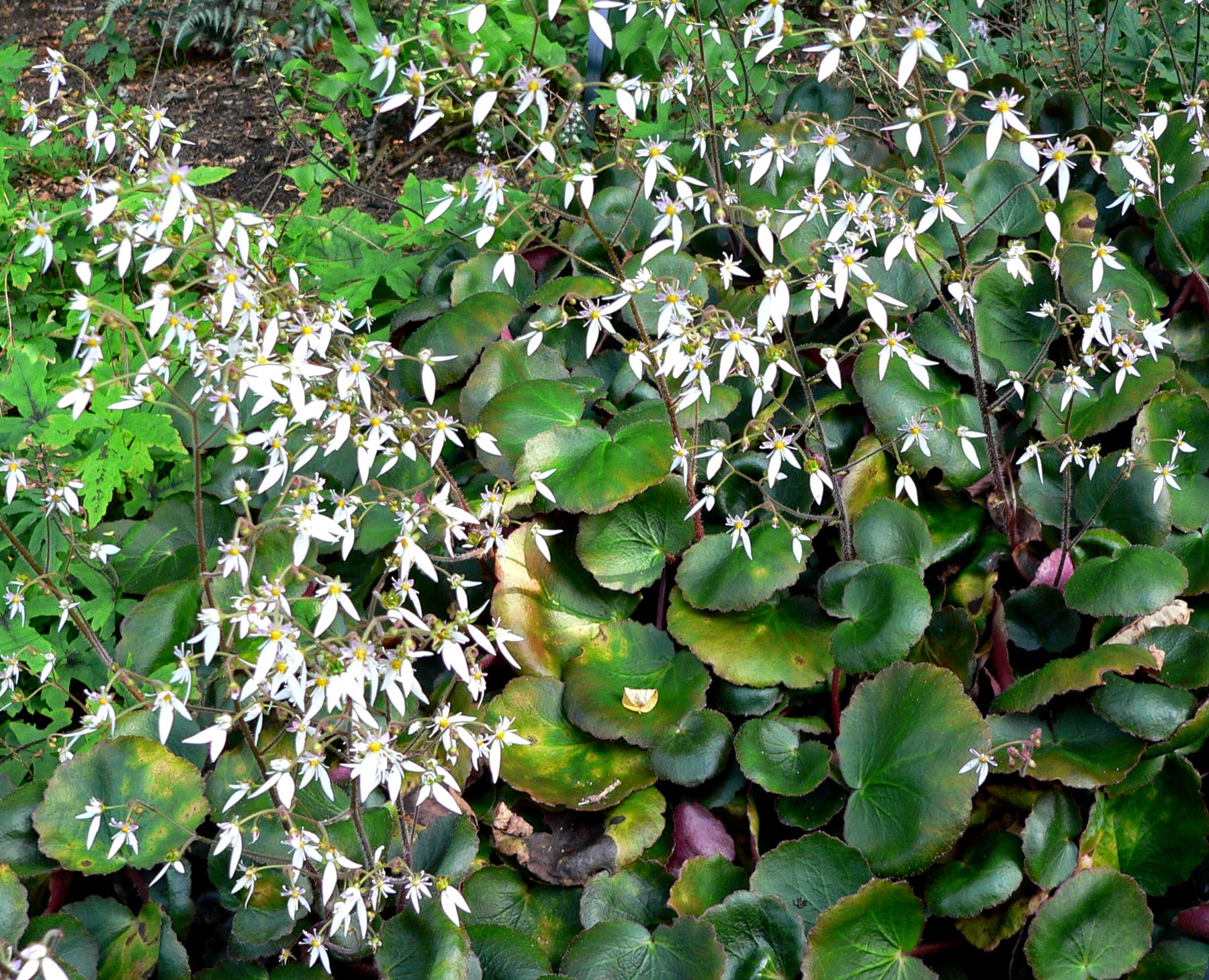